# Curtas de The Simpsons

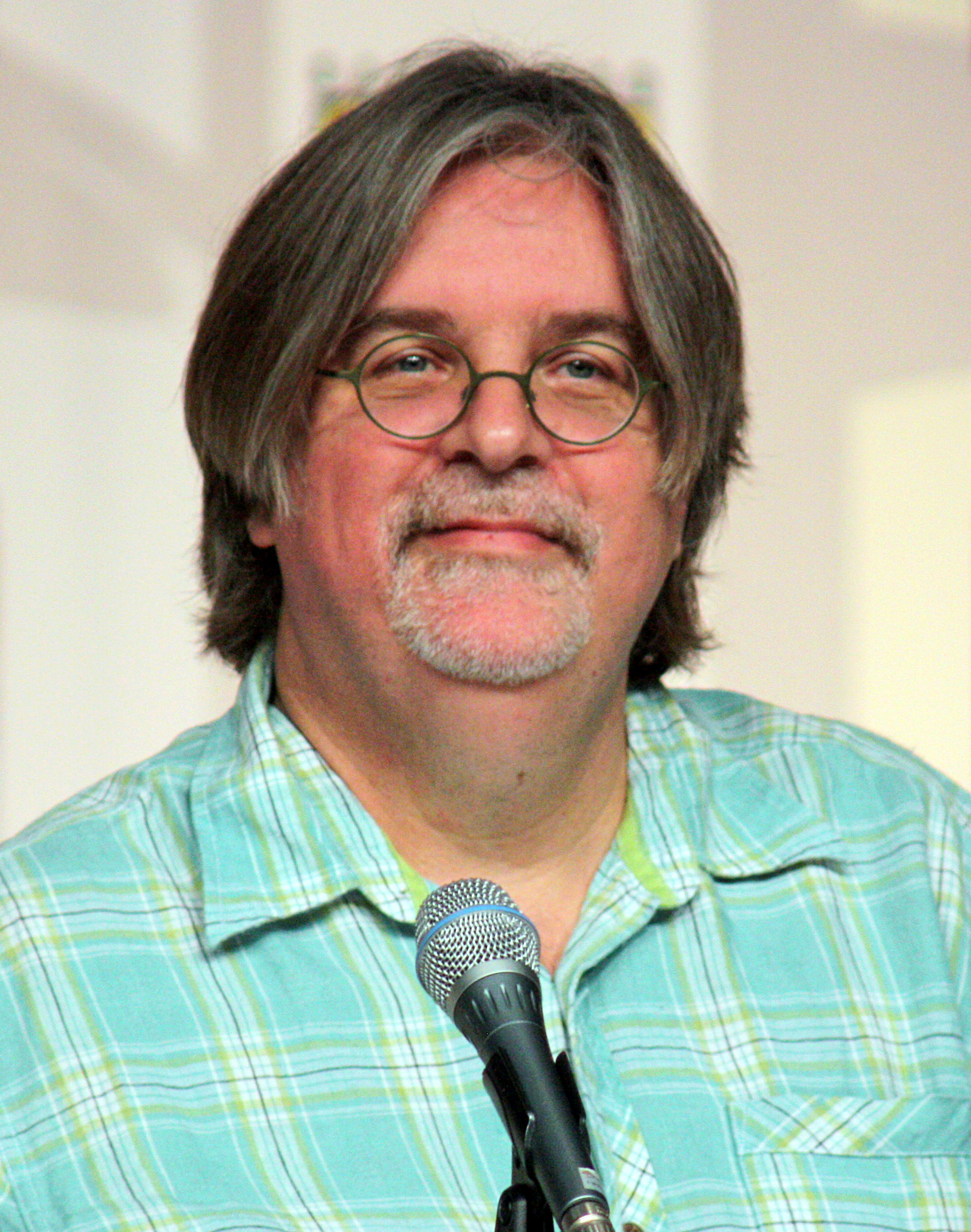
Matt Groening, criador dos curtas.

As Curtas de The Simpsons são uma série de 48 curtas de um minuto que corria sobre o show de variedades The Tracey Ullman Show por três temporadas, antes de os personagens desmembrarem em The Simpsons, e terem uma série de meia-hora no horário nobre. A série possui a família Simpson, que consiste de Homer, Marge, Bart, Lisa e Maggie. A série foi criada por Matt Groening, que projetou a família Simpson e escreveu muitas curtas-metragens. As curtas foram exibidas pela primeira vez em 19 de abril de 1987 começando com "Boa Noite". O curta final, "TV Simpsons", foi exibido originalmente em 14 de maio de 1989. The Simpsons depois estreou em 17 de dezembro de 1989 com o especial de Natal "Simpsons Roasting on an Open Fire" .
Apenas algumas destas curtas foram lançados em DVD. "Boa Noite" foi incluída no DVD da 1ª Temporada de The Simpsons. Cinco destas curtas foram usadas mais tarde no episódio clip show "The Simpsons 138th Episódio Spectacular" no show de meia hora, que foi lançado no DVD da 7ª Temporada. Estes cinco curtas foram "Boa Noite", que foi apresentado em sua totalidade, e porções de "The Perfect Crime", "Space Patrol", "World War III" e "Bathtime". Em "You Kent Always Say What You Want", o curta "Retrato de Família" substituiu a sequência de abertura em comemoração do episódio 400. Groening anunciou que todos os curtas estarão disponíveis em telefones móveis .

## Desenvolvimento
Os curtas foram criados pelo cartunista Matt Groening no saguão do escritório de James L. Brooks. Ele havia sido chamado para lançar uma série de curtas animados, e tinha a intenção de apresentar como a sua vida na série. Quando ele percebeu que anima "Life in Hell" exigiria que ele desista direitos de publicação de trabalho de sua vida, Groening decidiu ir em outra direção. Ele apressadamente esboçou sua versão de uma família disfuncional, e nomeou os personagens depois de sua própria família . Bart foi modelado após o irmão mais velho Groening, Mark, mas recebe um nome diferente, que foi escolhido como um anagrama de "brat". As histórias escritas e o storyboard foram realizadas por Matt Groening. A família estava mal desenhada, como queria fornecer alguns esboços simples para os animadores, admitindo que seria fixo, mas eles simplesmente seguiram o modelo. A animação foi produzida domesticamente por Klasky Csupo, com Wesley Archer, David Silverman, e Bill Kopp sendo animadores para a primeira temporada. Depois da primeira temporada, foi animada por Archer e Silverman. Georgie Peluse foi o colorista e a pessoa que decidiu fazer os personagens amarelos.
Os atores que expressaram os personagens, depois reprisaram seu papel em The Simpsons. Dan Castellaneta realizou as vozes de Homer Simpson, Abraham Simpson e de Krusty. A voz de Homer, ficou em sons diferentes nas curtas em comparação com a maioria dos episódios do show de meia hora. Nas curtas, sua voz é uma impressão solta de Walter Matthau, que é mais robusto e bem-humorado sobre o show de meia hora, permitindo Homer cobrir uma gama mais completa de emoções. Castellaneta tinha sido parte do elenco regular de The Tracey Ullman Show e tinha feito alguma voz sobre o trabalho em Chicago ao lado de sua esposa Deb Lacusta. As vozes eram necessárias para as curtas, então os produtores decidiram pedir Castellaneta, assim como Julie Kavner a voz de Homer e Marge, ao invés de contratar mais atores.Nancy Cartwright e Yeardley Smith realizaram as vozes de Bart e Lisa, respectivamente. As gravaçãoes das curtas foram muitas vezes primitivas;. De acordo com Cartwright, o diálogo para as curtas, foram gravados em um toca-fitas portátil em um estúdio improvisado, que consistiu na suíte, um engenheiro de vídeo, acima da arquibancada no set. Enquanto a maioria das personalidades dos personagens são semelhantes ao que eles estão na série, Lisa é retratada como uma versão feminina do Bart sem a natureza inteligente que ela possui na série de meia hora.

## Dubladores brasileiros
- Homer Simpson - Waldyr Sant'anna
- Marge Simpson - Selma Lopes
- Bart Simpson - Peterson Adriano
- Lisa Simpson - Nair Amorim
- Abe Simpson - Waldyr Sant'anna
- Estúdio de dublagem: VTI Rio

## 1ª Temporada: 1987
| # | Estreia             | Título                                    |
| --- | ------------------- | ----------------------------------------- |
| 1 - 101 | 19 de abril de 1987 | "Good Night" (Boa Noite)                  |
| Marge e Homer dizem boa noite para os seus filhos, mas nem tudo sai como planejado.                                                                     |                     |                                           |
| 2 - 102 | 3 de maio de 1987   | "Watching TV" (Assistindo TV)             |
| Bart e Lisa disputam qual o canal que querem ver na TV. Finalmente, eles concordam em assistir o mesmo canal, mas Maggie continua a mudar o canal.      |                     |                                           |
| 3 - 103 | 10 de maio de 1987  | "Jumping Bart" (Bart saltando)            |
| Homer tenta fazer com que Bart salte da mesa para seus braços, mas Homer cada vez que Bart salta se distraí e não consegue pegá-lo.                     |                     |                                           |
| 4 - 104 | 31 de maio de 1987  | "Babysitting Maggie" (Cuidando da Maggie) |
| Marge faz Bart e Lisa cuidarem de Maggie, mas eles ignoram o bebê, que sofreu vários contratempos.                                                      |                     |                                           |
| 5 - 105 | 21 de junho de 1987 | "The Pacifier" (As chupetas)              |
| Bart e Lisa tentam, sem sucesso, parar Maggie de chupar chupeta.                                                                                        |                     |                                           |
| 6 - 106 | 28 de junho de 1987 | "Burping Contest" (Concurso de arrotos)   |
| Bart, Lisa e Maggie estão competindo para ver quem fica com o arroto mais repugnante. Marge se queixa diversas vezes sem sucesso.                       |                     |                                           |
| 7 - 107 | 12 de julho de 1987 | "Dinnertime" (Jantar de Gala)             |
| Marge serve o jantar em família. Marge insiste que a família deve manter as regras de etiqueta no jantar, mas é difícil segurar os costumes da família. |                     |                                           |

## 2ª Temporada: 1987-1988
| # | Estreia                 | Título                                                      |
| --- | ----------------------- | ----------------------------------------------------------- |
| 8 - 201 | 22 de setembro de 1987  | "Making Faces" (Caretas engraçadas)                         |
| Marge conta para as crianças que se elas continuarem fazendo caretas, elas podem ficar assim para sempre, mas eles continuam fazendo caretas de qualquer maneira. |                         |                                                             |
| 9 - 202 | 4 de outubro de 1987    | "The Funeral" (O funeral)                                   |
| A família participa do funeral do tio Hubert. Bart e Lisa estão tão entediados, que Homer promete a eles que a família Simpson nunca mais participaria de um funeral. |                         |                                                             |
| 10 - 203 | 11 de outubro de 1987   | "What Maggie's Thinking" (O que você está pensando Maggie?) |
| Bart e Lisa querem saber o que Maggie está pensando enquanto olha em seu berço. |                         |                                                             |
| 11 - 204 | 18 de outubro de 1987   | "Football" (Futebol)                                        |
| Homer promete um chocolate de cereais para as crianças se eles são capazes de interceptar a bola para ele. Infelizmente, há muitos obstáculos no caminho. |                         |                                                             |
| 12 - 205 | 25 de outubro de 1987   | "House of Cards" (Casa de cartas)                           |
| Bart tenta fazer um castelo de cartas, mas Lisa e Maggie fazer barulhos que provocam a sua queda o tempo todo. |                         |                                                             |
| 13 - 206 | 1 de novembro de 1987   | "Bart and Homer's Dinner" (O jantar de Bart e Homer)        |
| As meninas vão para ver balé e Homer Bart ficam responsáveis pelo jantar, escolhendo dois pratos inadequados. |                         |                                                             |
| 14 - 207 | 8 de novembro de 1987   | "Space Patrol" (Patrulha espacial)                          |
| Bart, Lisa e Maggie estão jogando "Patrulha Espacial" enquanto Homer e Marge estão fora. Lisa faz uma vigilante tendo Maggie como auxiliar, enquanto Bart colocou um vaso na cabeça com a intensão de ser um senhor de guerra alienígena. No entanto, o vaso estava preso, assim que Lisa tem de "libertar" Bart com um martelo de croquet. |                         |                                                             |
| 15 - 208 | 15 de novembro de 1987  | "Bart's Haircut" (O corte de cabelo de Bart)                |
| Cabelo de Bart está muito longo e tem que ir ao barbeiro. Eles deixam o cabelo muito curto de modo a tentar escondê-lo. |                         |                                                             |
| 16 - 209 | 22 de novembro de 1987  | "World War III" (A Terceira Guerra Mundial)                 |
| Homer acorda a família para simular um ataque nuclear. A família, se cansou de repetir o treinamento. Então, Homer acaba de bloqueiar o abrigo. |                         |                                                             |
| 17 - 210 | 13 de dezembro de 1987  | "The Perfect Crime" (O crime perfeito)                      |
| Marge prepara deliciosos biscoitos e Bart tenta roubar o biscoito de todos. Exceto ele e Maggie deixem a cozinha. Homer e Marge voltam e encontrar a bandeja vazia, mas Maggie é guiada por uma linha de biscoitos através do chão. Bart está deitado em sua cama, rodeado por migalhas.                                                    |                         |                                                             |
| 18 - 211 | 20 de dezembro de 1987  | "Scary Stories" (Histórias de terror)                       |
| Bart conta a Lisa e Maggie uma série de histórias de terror, e que só na noite estão se tornando realidade. |                         |                                                             |
| 19 - 212 | 10 de janeiro de 1988   | "Grampa and the Kids" (O vovô e as crianças)                |
| O avô conta as histórias para as crianças sobre os velhos tempos. Quando as crianças deixam de prestar atenção, ele decide fingir a própria morte Primeira aparição de diálogo do Vovô Simpson. |                         |                                                             |
| 20 - 213 | 24 de janeiro de 1988   | "Gone Fishin'" (Vamos pescar)                               |
| Bart e Homer vão pescar. Bart pergunta a Homer onde está o sanduíche de mortadela, mas como Homer esqueceu eles fazem um sanduíche de minhocas. |                         |                                                             |
| 21 - 214 | 7 de fevereiro de 1988  | "Skateboarding" (Patinar de skate)                          |
| Bart tenta ensinar suas irmãs a andar de skate, mas não tem sucesso. |                         |                                                             |
| 22 - 215 | 14 de fevereiro de 1988 | "The Pagans" (Os pagãos)                                    |
| Enquanto a família está a caminho da igreja são surpreendidos por pagãos. Depois que o carro pára, as crianças começam a agir como pagãos para o desgosto de Homer. |                         |                                                             |
| 23 - 216 | 21 de fevereiro de 1988 | "Closeted" (Armário)                                        |
| Bart tenta evitar às tarefas domésticas se escondendo dentro do armário. |                         |                                                             |
| 24 - 217 | 28 de fevereiro de 1988 | "The Aquarium" (O aquário)                                  |
| Homer leva Bart, Lisa e Maggie ao aquário. Bart encontra um jeito de entrar no tanque de tubarões e nadando com um só. |                         |                                                             |
| 25 - 218 | 6 de março de 1988      | "Family Portrait" (Retrato familiar)                        |
| Homer tem problemas para fazer um retrato de família. Sempre que ele está prestes a tirar a foto a família sabota a imagem. Primeira vez que Homer estrangula Bart. |                         |                                                             |
| 26 - 219 | 13 de março de 1988     | "Bart's Hiccups" (Os soluços de Bart)                       |
| Lisa e Maggie tentam curar os soluços de Bart usando métodos pouco ortodoxos. |                         |                                                             |
| 27 - 220 | 20 de março de 1988     | "The Money Jar" (O pote de moedas)                          |
| Marge avisa as crianças a não roubar dinheiro de uma jarra, então o pessoal tentam lutar contra a tentação. |                         |                                                             |
| 28 - 221 | 1 de maio de 1988       | "The Art Museum" (O museu de arte)                          |
| Os Simpsons vão a um museu de arte. Bart olha para uma foto de uma pessoa nu e Lisa joga como uma embarcação. Marge percebe que as crianças ainda são muito jovens para apreciar a arte. |                         |                                                             |
| 29 - 222 | 8 de maio de 1988       | "Zoo Story" (História no zoológico)                         |
| A família vai a um zoológico e encontra muitas semelhanças entre eles e os macacos. Homer provoca um macaco estupidamente e termina com um banco na cara. |                         |                                                             |

## 3ª Temporada: 1988-1989
| # | Estreia                 | Título                                                                                   |
| --- | ----------------------- | ---------------------------------------------------------------------------------------- |
| 30 - 301 | 6 de novembro de 1988   | "Shut Up, Simpsons" (Feche acima dos Simpsons)                                           |
| Maggie faz ranger seu brinquedo causando raiva na família. Uma tentativa de reconciliação torna as coisas piores. |                         |                                                                                          |
| 31 - 302 | 13 de novembro de 1988  | "Shell Game" (Jogo escondido)                                                            |
| Bart tenta esconder um biscoito roubado colocando-o em uma tigela. Embora seu plano parece bom, é derrotado por Maggie que apenas comeu o biscoito.                                                                                                  |                         |                                                                                          |
| 32 - 303 | 20 de novembro de 1988  | "The Bart Simpson Show" (O show de Bart Simpson)                                         |
| As crianças estão assistindo TV e Homer diz para parar de ver sua série favorita, "Itchy and Scratchy" porque é muito violento. Bart decide brincar de seu próprio show apenas irritando mais Homer. Primeira aparição de Itchy & Scratchy.          |                         |                                                                                          |
| 33 - 304 | 27 de novembro de 1988  | "Punching Bag" (Saco de boxe)                                                            |
| Bart e Lisa para desabafar suas frustrações em um saco de pancadas com uma figura com o rosto de Homer. Quando Marge faz as crianças pararem, mais tarde descobriu que ela também está usndo o saco para desabafar Primeira vez que Homer diz D'oh.. |                         |                                                                                          |
| 34 - 305 | 18 de dezembro de 1988  | "Simpson Christmas" (O Natal dos Simpsons)                                               |
| Bart conta uma história de natal no estilo de The Night Before Christmas. |                         |                                                                                          |
| 35 - 306 | 15 de janeiro de 1989   | "The Krusty the Clown Show" (O show do Krusty, o palhaço)                                |
| As crianças vão ver o show de Krusty ao vivo pela primeira vez. Bart percebe que ele é um impostor relatórios de televisão, para o desgosto de seus pais. Primera aparição de Krusty.                                                                |                         |                                                                                          |
| 36 - 307 | 29 de janeiro de 1989   | "Bart the Hero" (Bart, o herói)                                                          |
| Bart vai para esticar as pernas, a fim de Marge involuntariamente consegue evitar um assalto em uma loja de doces. |                         |                                                                                          |
| 37 - 308 | 5 de fevereiro de 1989  | "Bart's Little Fantasy" (A pequena fantásia de Bart)                                     |
| Depois de Homer e Marge ordenam as crianças a limparem seu quarto, Bart conta uma história em que eles são grandes e para falar aos seus pais, que são jovens, em quarto.                                                                            |                         |                                                                                          |
| 38 - 309 | 12 de fevereiro de 1989 | "Scary Movie" (Filme de terror)                                                          |
| Bart, Lisa e Maggie vão ver o retorno de um filme, mas Bart comvence as meninas para ir e ver outro filme. No entanto, Bart termina assustado com o filme, então Lisa e Maggie tentam acalmá-lo.                                                     |                         |                                                                                          |
| 39 - 310 | 19 de fevereiro de 1989 | "Home Hypnotism" (Hipnotismo em casa)                                                    |
| Homer e Marge hipnotizam as crianças para mantenerlos acalmados. |                         |                                                                                          |
| 40 - 311 | 26 de fevereiro de 1989 | "Shoplifting" (Roubo)                                                                    |
| Bart acaba tendo problemas depois de ter sido apanhado após roubar doces em um supermercado. |                         |                                                                                          |
| 41 - 312 | 12 de março de 1989     | "Echo Canyon" (Echo Canyon)                                                              |
| A família dirige ao Echo Canyon e eles se divertem com o eco. |                         |                                                                                          |
| 42 - 313 | 19 de março de 1989     | "Bathtime" (Hora do banho)                                                               |
| Homer teme que Bart tome seu "banho do sábado por noite". |                         |                                                                                          |
| 43 - 314 | 26 de março de 1989     | "Bart's Nightmare" (A noite de Bart)                                                     |
| Bart acaba tendo uma noite de pesadelos horríveis depois de comer todos os biscoitos de um barco. |                         |                                                                                          |
| 44 - 315 | 16 de abril de 1989     | "Bart of the Jungle" (Bart da Floresta)                                                  |
| As crianças saltando entre as árvores usando Homer como "corda" para saltar de árvore em árvore. Homer se estressa e acaba caindo em uma armadilha.                                                                                                  |                         |                                                                                          |
| 45 - 316 | 23 de abril de 1989     | "Family Therapy" (Terapia familiar)                                                      |
| Homer leva a família para um psicólogo dizendo que não conseguia rir mais. O psicólogo acaba causando risos na família. |                         |                                                                                          |
| 46 - 317 | 30 de abril de 1989     | "Maggie in Peril (Chapter One)" (Maggie em perigo (Capítulo Um)                          |
| Depois que Maggie acidentalmente chuta a bola no rosto de Bart, ele chuta para fora da rua e ela tenta preocurá-la. Ela acaba sendo presa em um galho e a história continua.                                                                         |                         |                                                                                          |
| 47 - 318 | 7 de maio de 1989       | "Maggie in Peril (The Thrilling Conclusion)" (Maggie em perigo (A emocionante conclusão) |
| Sequência de Maggie em Perigo. Maggie ainda está presa no galho quando ela agarra misteriosamente em vários balões e pousa com segurança no cercadinho de sua casa.                                                                                  |                         |                                                                                          |
| 48 - 319 | 14 de maio de 1989      | "TV Simpsons" (TV Simpsons)                                                              |
| Enquanto Homer está assistindo televisão, a pipa de Bart agarra na antena, impedindo a transmissão. Homer tenta consertar a antena, mas acaba caindo do telhado.                                                                                     |                         |                                                                                          |